# Ralt
| Ralt                       | Ralt                   |
| -------------------------- | ---------------------- |
| Osnovan                    | 1974.                  |
| Osnivač                    | Ron Tauranac           |
| Mjesto                     | Ujedinjeno Kraljevstvo |
| Bivša prvenstva            |                        |
| Europska Formula 2         |                        |
| International Formula 3000 |                        |
| Formula 3                  |                        |
| Formula Atlantic           |                        |
| Formula Super Vee          |                        |

Ralt (Ron and Austin Lewis Tauranac) je bila britanska automobilistička momčad koju je osnovao inženjer i dizajner Ron Tauranac, nakon što je Berniju Ecclestoneu prodao svoj udio u momčadi Brabham početkom 1970-ih, iako su Ron i njegov brat Austin već 1950-ih, pod imenom Ralt, radili bolide za australske brdske utrke. Momčad je najveće uspjehe ostvarila u Europskoj Formuli 2, kada su 1981., 1983. i 1984.,, naslove osvajali Geoff Lees, Jonathan Palmer i Mike Thackwell. Ralt je izrađivao i bolide za mnoge momčadi u raznim automobilističkim natjecanjima, tako su npr. Nelson Piquet 1978., Ayrton Senna 1983. i Mika Häkkinen 1990. u Britanskoj Formuli 3, naslove osvajali upravo u Raltovim bolidima.

## Naslovi

### Kao momčad
| Europska Formula 2 | Europska Formula 2 | Europska Formula 2 | Europska Formula 2 | Europska Formula 2 |
| Sezona             | Vozač              | Momčad             | Šasija             | Motor              |
| ------------------ | ------------------ | ------------------ | ------------------ | ------------------ |
| 1981.              | Geoff Lees         | Ralt Racing Ltd.   | Ralt RH6/81        | Honda              |
| 1983.              | Jonathan Palmer    | Ralt Racing Ltd.   | Ralt RH6/83H       | Honda Mugen        |
| 1984.              | Mike Thackwell     | Ralt Racing Ltd.   | Ralt RT6           | Mugen Honda        |

### Kao konstruktor
Njemačka Formula 3
| Sezona | Vozač           | Momčad                  | Šasija    | Motor       |
| ------ | --------------- | ----------------------- | --------- | ----------- |
| 1976.  | Bertram Schäfer | Bertrand Schäfer Racing | Ralt RT1  | BMW         |
| 1978.  | Bertram Schäfer | Bertrand Schäfer Racing | Ralt RT1  | BMW, Toyota |
| 1980.  | Frank Jelinski  | Bertrand Schäfer Racing | Ralt RT3  | Toyota      |
| 1981.  | Frank Jelinski  | Bertrand Schäfer Racing | Ralt RT3  | Toyota      |
| 1982.  | John Nielsen    | Volkswagen Motorsport   | Ralt RT3  | Volkswagen  |
| 1984.  | Kurt Thiim      | Bongers Motorsport      | Ralt RT3  | Alfa Romeo  |
| 1986.  | Kris Nissen     | Bertrand Schäfer Racing | Ralt RT30 | Volkswagen  |
| 1989.  | Karl Wendlinger | RSM Marko               | Ralt RT33 | Alfa Romeo  |
| 1991.  | Tom Kristensen  | Bertrand Schäfer Racing | Ralt RT35 | Volkswagen  |

Talijanska Formula 3
| Sezona | Vozač             | Momčad            | Šasija   | Motor      |
| ------ | ----------------- | ----------------- | -------- | ---------- |
| 1977.  | Elio de Angelis   | Trivellato Racing | Ralt RT1 | Toyota     |
| 1982.  | Enzo Coloni       | Coloni Racing     | Ralt RT3 | Alfa Romeo |
| 1983.  | Ivan Capelli      | Coloni Racing     | Ralt RT3 | Alfa Romeo |
| 1984.  | Alessandro Santin | Coloni Racing     | Ralt RT3 | Alfa Romeo |

Britanska Formula 3
| Sezona | Ime prvenstva         | Vozač              | Momčad               | Šasija    | Motor       |
| ------ | --------------------- | ------------------ | -------------------- | --------- | ----------- |
| 1978.  | Vandervell F3         | Derek Warwick      | -                    | Ralt RT1  | Toyota      |
| 1978.  | BP F3                 | Nelson Piquet      | -                    | Ralt RT1  | Toyota      |
| 1979.  | Vandervell British F3 | Chico Serra        | Project Four Racing  | Ralt      | Toyota      |
| 1981.  | Marlboro British F3   | Jonathan Palmer    | West Surrey Racing   | Ralt RT3  | Toyota      |
| 1982.  | Marlboro British F3   | Tommy Byrne        | Murray Taylor Racing | Ralt RT3  | Toyota      |
| 1983.  | Marlboro British F3   | Ayrton Senna       | West Surrey Racing   | Ralt RT3  | Toyota      |
| 1984.  | Marlboro British F3   | Johnny Dumfries    | David Price Racing   | Ralt RT3  | Volkswagen  |
| 1985.  | Marlboro British F3   | Maurício Gugelmin  | West Surrey Racing   | Ralt RT30 | Volkswagen  |
| 1989.  | Lucas British F3      | David Brabham      | Bowman Racing        | Ralt RT33 | Volkswagen  |
| 1990.  | British F3            | Mika Häkkinen      | West Surrey Racing   | Ralt RT34 | Mugen-Honda |
| 1991.  | British F3            | Rubens Barrichello | West Surrey Racing   | Ralt RT35 | Mugen-Honda |

Japanska Formula 2
| Sezona | Vozač           | Momčad     | Šasija      | Motor |
| ------ | --------------- | ---------- | ----------- | ----- |
| 1981.  | Satoru Nakajima | i&i Racing | Ralt RH6/80 | Honda |

Francuska Formula 3
| Sezona | Vozač              | Momčad             | Šasija    | Motor              |
| ------ | ------------------ | ------------------ | --------- | ------------------ |
| 1982.  | Pierre Petit       | David Price Racing | Ralt RT3  | Toyota, Volkswagen |
| 1991.  | Christophe Bouchut | Graff Racing       | Ralt RT33 | Volkswagen         |

## Vanjske poveznice
- Ralt Engineering Ltd.